# Plateremaeus costulatus
Plateremaeus costulatus är en kvalsterart som beskrevs av Balogh och Sandór Mahunka 1978. Plateremaeus costulatus ingår i släktet Plateremaeus och familjen Plateremaeidae. Inga underarter finns listade i Catalogue of Life.